# Publio Cornelio Dolabella (console 10)
Publio Cornelio Dolabella il Giovane (in latino Publius Cornelius Dolabella; fl. I secolo) è stato il figlio di Publio Cornelio Dolabella e fu console nel 10.

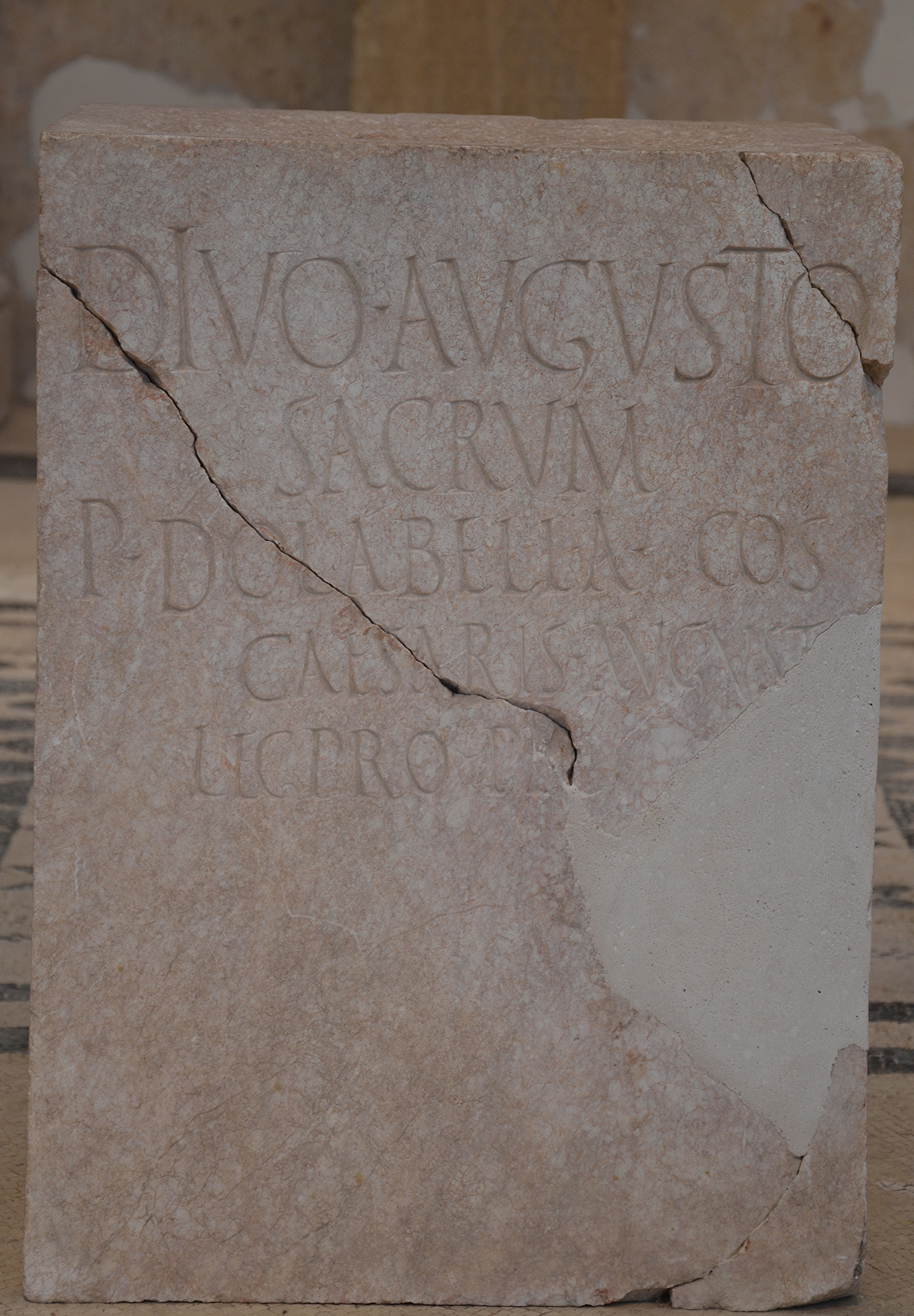
Targa

Fu legato in Dalmazia per almeno un decennio dal 16 al 26 circa.
È famoso per aver ricostruito il famoso Arco di Dolabella a Roma nel 10 assieme al suo collega Gaio Giunio Silano (Caius Iunius Silanus).
Probabilmente, l'Arco è una ricostruzione della Porta Celimontana delle Mura serviane.